# Wolfgang Aigner (Politiker)

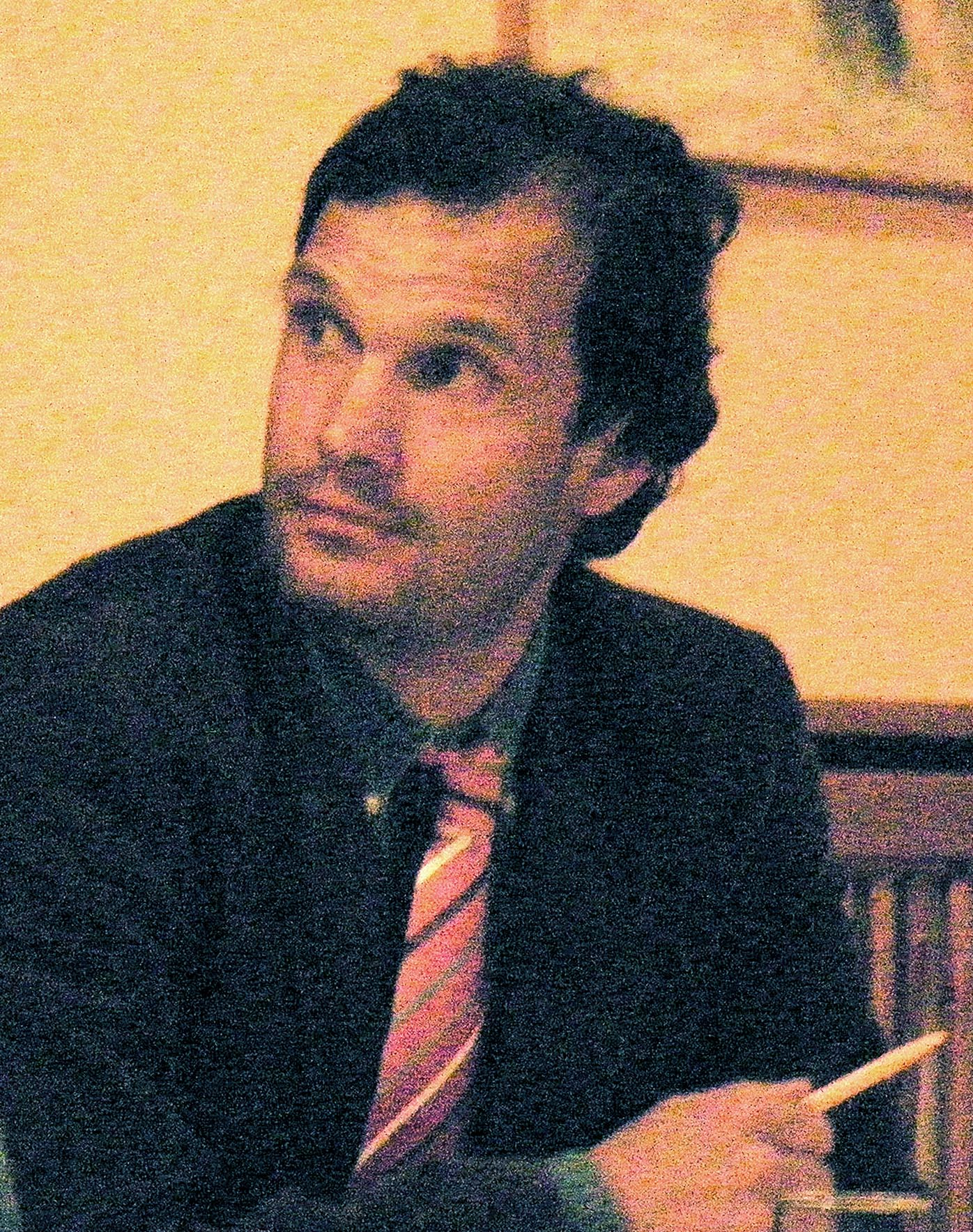
Wolfgang Aigner, 2010

Wolfgang Aigner (* 8. April 1968 in Wien) ist ein österreichischer Lehrer, Politiker (FPÖ, ehemals ÖVP) und Abgeordneter zum Wiener Landtag und Mitglied des Wiener Gemeinderats. Ende 2011 trat er aus der ÖVP aus und war seitdem als freier Abgeordneter aktiv, wobei er mit der FPÖ zusammenarbeite. Anfang August 2014 trat er auch formal der FPÖ bei.

## Schulische und berufliche Laufbahn
Wolfgang Aigner wurde in Wien-Gersthof geboren. Er besuchte 1974 bis 1978 die Volksschule in der Leystraße 34 und absolvierte 1978 bis 1986 das Bundesrealgymnasium Wien XIX in der Krottenbachstraße. Nach der Matura begann Aigner ein Diplomstudium der Rechtswissenschaften an der Universität Wien, das er 1991 mit dem Grad Mag. iur. abschloss. 1987 wurde er Mitglied der katholischen Studentenverbindung KÖStV Austria Wien im ÖCV. 1996 promovierte er zum Dr. iur. 1997 erhielt er für seine Dissertation „Inhaltliche Schranken für die kollektive Rechtsgestaltung“ den Kuntschak-Preis. 
Bereits 1989 wurde Aigner Studien-Assistent an der Universität Wien, Institut für österreichische und europäische Rechtsgeschichte. 1992 erhielt er eine Stelle als Studien/Vertragsassistent am Institut für Staats- und Verwaltungsrecht und wurde im Juni 1992 zum Universitätsassistenten am Institut für Arbeits- und Sozialrecht ernannt. Er war Lehrbeauftragter für Arbeits- und Sozialrecht an der Universität Wien und hielt Lehrveranstaltungen im Bereich des Arbeits- und Sozialrecht ab. Zwei Semester lehrte er auch an der Fachhochschule für Internationale Wirtschaftsbeziehungen in Eisenstadt. 
Aigner war ab 1996/1997 Vertragslehrer an der HTL Wien 4 Argentinierstraße (welche seit der Jahrtausendwende durch die HTL 3 Rennweg repräsentiert wird) für Wirtschaft und Recht. Ab 2002/2003 an, in selbiger HTL 3 Rennweg in Wien, in genannten Unterrichtsfach nun Vollzeit beschäftigt. Zudem ist Aigner Lehrbeauftragter für öffentliches Recht, Privatrecht, Arbeits- und Sozialrecht an der FH Campus Favoriten und am Technikum Wien.

## Politische Laufbahn
Wolfgang Aigner sah seine politische Heimat im ÖAAB. 1995 wurde er zum Bezirksparteiobmann der ÖVP Brigittenau gewählt und war von 1997 bis 2011 Klubobmann der ÖVP-Bezirksratsfraktion. Seine Arbeitsschwerpunkte in der Bezirkspolitik lagen laut eigenen Angaben in Verkehrsfragen, Bezirksentwicklung und Finanzen sowie Bezirkskultur. Seit 1. Dezember 2004 ist Aigner Abgeordneter zum Wiener Landtag und Mitglied des Wiener Gemeinderats.
Für Kritik sorgte Aigner, als er in einer Bezirksparteisitzung der ÖVP Währing die damalige Landtagsabgeordnete Sirvan Ekici als „faule Sau“ und „scheiß Türkin“ bezeichnet haben soll. Dies wurde von Aigner immer bestritten.

## Sonstige Funktionen
Wolfgang Aigner war zwischen 1996 und 2002 Kuriensprecher des akademischen Mittelbaus der rechtswissenschaftlichen Fakultät der Universität Wien und 2000/2001  Mitglied des Dienststellenausschusses für Hochschullehrer. Er ist derzeit Vorsitzender des Dienststellenwahlausschusses der HTL Wien 3 Rennweg und war bis November 2009 Mitglied des Dienststellenausschusses.

## Auszeichnungen (Auswahl)
- 2023: Goldenes Ehrenzeichen für Verdienste um das Land Wien[9]